# Китайска централна телевизия
Китайската централна телевизия (на английски: China Central Television, също на английски: Chinese Central Television, съкращава се CCTV; (на традиционен китайски: 中國中央電視臺, на опростен китайски: 中国中央电视台, на пинин: Zhōngguó Zhōngyāng Diànshìtái) е основната телевизия на територията на континентален Китай.

## История

### 1958 – 1995 години
Първото излъчване на CCTV се е състояло на 2 септември 1958 г. под названието Пекинска телевизия, след експериментално излъчване от 1 май 1958 г. През 1973 г. е пусната II програма. Названието е променено на CCTV на 1 май 1978 га. На 1 януари 1986 г. тръгва III програма. На 1 октомври 1992 г. чрез спътникова телевизия по всички направления за чужбина е пусната IV (Международна) програма. През 1994 г. чрез кабелна телевизия тръгват V, VI, VII и VIII програми.

### След 1995 г.
През 1995 г. ТВ каналите са преименувани на CCTV News and Comprehersion Channel, CCTV Economic and Comprehersion Channel, CCTV Opera and Music Channel, CCTV International Channel, CCTV Movie Channel, CCTV Sports Channel, CCTV Literature Channel, от 2000 г. носят вече съвременните си названия. През 2008 г. е открито новото седалище на CCTV (построено по проект на Рем Колхас).

## Канали

### Основни телевизионни канали
- CCTV-1 – универсален канал
- CCTV-2 – финансов (до 24 август 2009 г. – „Икономика и живот“)
- CCTV-3 – изкуство и развлечения

Каналите са достъпни чрез ефирна (цифрова (DVB-T), преди – аналогова (PAL)), кабелна и спътникова телевизия.

### Международни телевизионни канали
- CCTV-4 – международен (на китайски)
- CGTN (CCTV News) – международен новинарски (на английски език)
- CCTV-9 (CCTV-9 Documentary) – международен документален (има две версии, на китайски и на английски езици)
- CCTV-E – международен (на испански)
- CCTV-F – международен ((fr))
- CCTV-العربية – международен (на арабски)
- CCTV-Русский – международен ((ru))
- CCTV-3 (CCTV-Entertainment)] – общ развлекателен (на китайски)
- CCTV-14 (CCTV-Children) – детски (на китайски)
- CCTV-11 (CCTV-Opera) – опера (на китайски)

Достъпни са чрез спътникова телевизия, Интернет и чрез мобилното приложение SPB TV China.

### Специализирани телевизионни канали
- CCTV-5 – спорт
- CCTV-6 – кино
- CCTV-7 – военен и селскостопански
- CCTV-8 – сериали
- CCTV-10 – наука и образование
- CCTV-11 – китайска опера
- CCTV-12 – юридически
- CCTV-13 – новини
- CCTV-14 – детски
- CCTV-15 – музикален
- CCTV-HD